# Parseval PL27
Parseval PL27 – niemiecki sterowiec półszkieletowy, skonstruowany przez prof. dr. inż. Augusta Maxa von Parsevala i zbudowany w 1916 roku przez firmę Luft-Fahrzeug-Gesellschaft (LFG) w Bitterfeld. Jest to jeden z największych kiedykolwiek zbudowanych sterowców półszkieletowych i jeden z dwóch największych sterowców Parsevala (długością dorównywał Parsevalowi PL26; różnił się od niego m.in. rozlokowaniem  gondoli).

## Historia
Statek powietrzny Parsevala oznaczony numerem 27 (numer fabryczny 22; sterowce od PL20 do PL24 nie powstały) został zbudowany w zakładach sterowcowych w Bitterfeld w 1916 roku. Dziewiczy lot odbył się 8 marca 1917. Pierwotnie przeznaczony dla armii niemieckiej, nie wszedł jednak do służby wojskowej – w 1919 został przystosowany do przewozów pasażerskich. Ustalenia traktatu wersalskiego po I wojnie światowej nie przewidziały przekazania PL27 siłom alianckim (w przeciwieństwie do sterowców Zeppelina). Z tego względu statek został w 1920 rozmontowany – losy elementów jego konstrukcji pozostają nieznane (prawdopodobnie zostały zniszczone).

## Dane techniczne
- Długość: 157 m
- Maksymalna średnica: 19,6 m[2]
- Największy obwód: 61,55 m
- Maksymalna wysokość: 26,5 m
- Długość sztywnej stępki: 100,6 m
- Pojemność: 31 300 m³

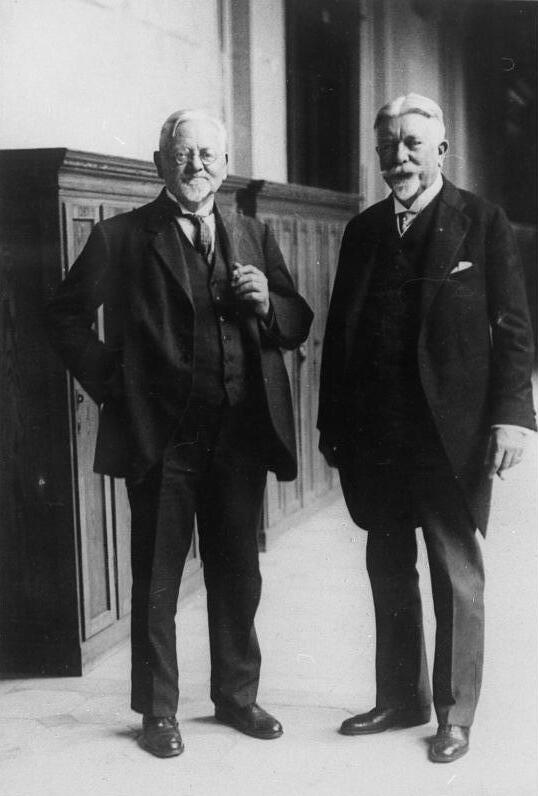
Prof. dr inż. August von Parseval (po lewej), twórca PL27, oraz prof. dr inż. Johann Schütte, współtwórca sterowców i samolotów Schütte-Lanz

- Udźwig: 18 000 kg (56% udźwigu całkowitego gazu nośnego)
- Udźwig całkowity gazu nośnego (wodór): 32 000 kg
- Łączna masa balastu (woda): 8400 kg
- Prędkość rejsowa: 100 km/h
- Prędkość maksymalna: 100 km/h
- Liczba gondol pasażerskich: 1
- Liczba gondol silnikowych: 4
- Silniki: 4 × Maybach (typ H.S.Lu lub Mb IVaL[1]), 4 × 177 kW (240 KM)
- Maksymalne obroty silników: 1400 obr./min
- Maksymalne obroty śmigieł napędowych: 180 obr./min
- Średnica śmigieł napędowych: 4,5 m
- Liczba członków załogi: 7 (dla ustalonego dystansu lotu 1600 km)
- Maksymalna liczba pasażerów: 25 (dla ustalonego dystansu lotu 1600 km)

## Konstrukcja stępki
Parseval PL27 był sterowcem półszkieletowym zbudowanym według założeń włoskich (zastosowanych m.in. w sterowcach projektu gen. Umberta Nobilego) - przez większą część dołu statku przebiegała sztywna stępka, do której przymocowano gondole silnikowe, gondolę pasażerską oraz zbiorniki na paliwo i wodę (balastowe). Stępka została podzielona na 52 oddzielne segmenty połączone ze sobą na kształt łańcucha - w ten sposób mogła znosić obciążenia podłużne (ale już nie momenty skręcające). Każdy segment stępki został wykonany w formie ramy, na którą składały się cztery główne rurowe belki podłużne, rozpórki oraz druciane łączenia (przekrój ramy tworzył dwa ustawione obok siebie trójkąty równoramienne - korytarz pozwalający przemieszczać się wzdłuż sterowca był umieszczony między nimi). Konstrukcja była podwieszona do aerostatu za pomocą olinowania i poszycia (płótna).

## Balastowanie
Statek posiadał dwa rodzaje zbiorników balastowych (każdy zawierał 200 kg wody) - tzw. spodnie (niem. Hosen) oraz zbiorniki zaworowe (oba typy opróżniane zdalnie z gondoli sterowniczej za pomocą cięgieł). Spodnie opróżniane były poprzez zdalne momentalne otwarcie materiałowego wora za pomocą cięgła; łącznie w sterowcu zamontowano sześć zbiorników tego typu: 4 z przodu i 2 z tyłu. Zbiorniki zaworowe w ilości sztuk 36 rozlokowano wzdłuż stępki - ich opróżnianie odbywało się w cyklach po dwa naraz (do jednego cięgła podłączono po dwa zbiorniki, co łącznie dawało możliwość osiemnastokrotnego odciążania statku).

## Zbiorniki paliwa
Zapasy paliwa zgromadzono w 30 podwieszonych do stępki beczkowatych zbiornikach. Każdy mieścił 200 kg benzyny. Dla przewidywanych dalszych podróży zapewniono możliwość montażu dodatkowych 10 zbiorników, powiększając w ten sposób łączny zapas paliwa z 6000 do 8000 kg (oczywiście z równoczesnym zmniejszeniem ładowności sterowca). Zbiorniki zgromadzono na stępce w trzech grupach, zgodnie z podwieszeniem gondoli silnikowych - grupy pierwsza i trzecia posiadały po 6 beczek plus 1 dodatkowy zbiornik grawitacyjny, grupa druga - 14 beczek plus 2 zbiorniki grawitacyjne (po 1 zbiorniku grawitacyjnym na każdy silnik). Każdy ze zbiorników (i paliwowych, i grawitacyjnych) mógł być awaryjnie zrzucony ze statku poprzez odcięcie mocujących go do stępki lin.

## Gondole silnikowe i napęd
Sterowiec posiadał łącznie 4 gondole silnikowe. Dwie z nich (nr 1 i nr 4) zamontowano od dołu bezpośrednio do stępki (ponadto posiadały one worki amortyzacyjne, na których statek osiadał w czasie lądowania), pozostałe dwie (nr 2 i nr 3) zawieszono za pomocą lin na aerostacie i połączono stabilizacyjnie ze stępką za pomocą zespórek. Gondola silnikowa nr 1 zamocowana była zaraz za gondolą pasażerską; gondole nr 2 i 3 zamocowano równolegle mniej więcej w połowie statku. Wszystkie miały długość 6 m, maksymalną szerokość 1,8 m i maksymalną wysokość  1,6 m.
Każda gondola silnikowa zawierała silnik Maybacha (typ najprawdopodobniej H.S.Lu lub Mb IVaL, napędzający śmigła pchające poprzez sprzęgło i wyposażony w nawrotnik reduktor), sprężarkę powietrza oraz dmuchawę powietrzną zapewniającą odpowiednie chłodzenie. Wał korbowy silnika znajdował się ok. 25 cm ponad podłogą - dostęp do dolnej części jego osłony uzyskiwano przez zdejmowalny panel podłogi. Znajdujące się na zewnątrz gondoli przewody paliwowe obudowano aerodynamicznymi osłonami. Chłodząca zespół napędowy dmuchawa znajdowała się na tyle gondoli i składała się z wentylatora obracającego się z prędkością 1850 obr./min. (napędzanego przez silnik za pomocą przekładni łańcuchowej), dostarczającego 2,5 m³ powietrza na sekundę.

## Gondola sterownicza (pasażerska)
Parseval PL27 posiadał jedną gondolę sterowniczą (pasażerską) o długości 9 m, 2 m szerokości i 2 m wysokości, szeroko przeszkloną z przodu i wyposażoną w worek amortyzujący lądowanie. Zamocowana była ona do przodu stępki, jednak (mimo wyposażenia w worek amortyzacyjny) w czasie postoju sterowca na ziemi nie dotykała ona podłoża - dostęp do niej przez umieszczone w jej burcie jednoskrzydłowe drzwi był możliwy tylko przy pomocy drabiny lub schodów. Wewnątrz gondolę podzielono na trzy pomieszczenia; pomieszczenie przednie to kabina pilotów, pomieszczenie tylne - pokój nawigacyjny. W pomieszczeniu środkowym znajdował się automatycznie zamykany właz, prowadzący do korytarza wewnątrz stępki sterowca oraz do szybu poprowadzonego przez aerostat i prowadzącego na platformę obserwacyjną na szczycie statku. W kabinie pilotów ster kierunku znajdował się z przodu, lekko asymetrycznie (w stronę sterburty); ster wysokości zamontowano przy bakburcie. Przyrządy i kontrolki sterownicze (kontrolujące zawory gazu nośnego, powietrza itp.) umieszczono przy sterburcie na szafce zbiorczej.

## Kadłub (aerostat)
Sterowiec posiadał aerostat zrobiony z trójwarstwowego płótna. Warstwy zewnętrzna i wewnętrzna były układane wzdłużnie, warstwa środkowa zaś ukośnie, pod kątem 45 stopni. Uzyskany w ten sposób miękki laminat cechował się wytrzymałością na rozdarcie wynoszącą 2000 kg na metr szerokości. Oprócz tego kadłub wzmocniono przyklejonymi do płótna aerostatu specjalnymi taśmami (każda miała ok. 5 cm szerokości i wytrzymałość na rozdarcie około 600 kg), pokrytymi następnie wodoodpornymi pasami, składającymi się na powłokę zewnętrzną.
Aerostat został podzielony wewnątrz przez trzy materiałowe ściany działowe na cztery komory zawierające gaz nośny. Komory pierwsza i czwarta miały pojemności 6260 m³, druga i trzecia zaś 9390 m³. Ściany działowe wzmocnione były (podobnie, jak kadłub) specjalnymi taśmami i były w stanie wytrzymywać różne ciśnienia panujące w sąsiadujących komorach. W razie konieczności wyrównania ciśnienia między dwiema komorami każdą ścianę działową wyposażono w specjalny wąż, który, otwarty (rozwiązany) przez załogę, umożliwiał przepływ gazu nośnego (normalnie wąż pozostawał zamknięty - związany). Każda komora na gaz nośny zabezpieczona była dwoma zaworami, umieszczonymi w szybach wentylacyjnych umożliwiających rozprężenie wypuszczonego gazu do atmosfery przez otwory w górnej części sterowca (otwory te zabezpieczone były płóciennymi kapturami).
Każda komora posiadała balonet. Każdy z nich w czasie pełnego napełnienia osiągał objętość 52% objętości komory, w której się znajdował; balonety przedni i tylny posiadały objętości 3250 m³, balonety środkowe zaś 5000 m³. Wszystkie cztery składały się z dwóch sekcji - dolnej, przymocowanej od wewnątrz do aerostatu, zrobionej była z dwuwarstwowego płótna o wytrzymałości na rozerwanie 1200 kg na metr szerokości oraz górnej, zrobionej z płótna jednowarstwowego o wytrzymałości na rozerwanie 900 kg na metr szerokości.
Zawory balonetów, zamontowane w stępce, posiadały rurowe połączenia z atmosferą. Wlot powietrza tłoczonego przez wentylatory odbywał się poprzez zawory klapowe, wylot zaś przez zabezpieczony zaworami wspólny wąż zbiorczy. Każdy balonet posiadał automatyczny regulator ciśnienia powietrza - w przypadku obniżenia ciśnienia zawory wlotowe otwierały się i pozostawały w tej pozycji dopóty, dopóki właściwa jego wartość nie została ponownie osiągnięta; w przypadku nadwyżki ciśnienia regulator albo otwierał zawory łączące balonety z atmosferą, albo wypuszczał nieco gazu nośnego (reakcja była zależna od ustawienia przełączników w kabinie pilotów w gondoli sterowniczej). Możliwe również było tymczasowe odłączenie regulatora automatycznego i ręczne sterowanie zaworami gazowymi przez załogę (np. w czasie lądowania).

## Usterzenie
Podobnie, jak inne wielkie statki powietrzne epoki, Parseval PL27 posiadał usterzenie złożone z czterech „płetw” wyposażonych w stery - dwa stery wysokości (płetwy poziome) i dwa stery kierunku (płetwy pionowe). Zostały one przymocowane do aerostatu za pomocą zespórek tak, by nie mogły zostać weń wciśnięte. Płetwy skonstruowano jako elementy wymienne między sobą, jednak powierzchnie samych sterów (wysokości i kierunku) już równe sobie nie były.